# Іванченко Євтихій Якович
Іванченко Євтихій Якович (22 серпня 1895, с. Новоіванківка, нині Новомиколаївський район, Запорізька область — 11 лютого 1980, м. Харків) — науковець, гірничий інженер-механік, завідувач кафедри гірничої електротехніки у Харківському гірничому інституті (до 1973), депутат Українських Установчих Зборів (1918).

## Біографія
Євтихій Іванченко народився 22 серпня 1895, у селі Новоіванківка, нині Новомиколаївський район, Запорізька область.
У 1909—1913 Євтихій Іванченко навчався в Запорізькому ремісничому училищі.
У 1915—1918 брав участь у воєнних діях.
У 1920—1923 навчався у Дніпропетровському робітфаку.
1923—1928 навчання у Дніпропетровському гірничому інституті на електротехнічному відділенні. У 1928 році він закінчив Дніпропетровський гірничий інститут. У тому ж році за рекомендацією декана гірничо-заводського факультету проф. О. М. Динника залишився для викладацької і наукової роботи на кафедрі прикладної механіки, яку і очолив у 1943 році.
За великий внесок у розвиток гірничодобувної промисловості у 1935 році йому було присвоєно науковий ступінь кандидата технічних наук і вчене звання доцента без захисту дисертаційної роботи. Потім була війна, евакуація Дніпропетровського гірничого інституту у Свердловськ та Караганду. Після визволення Дніпропетровська у жовтні 1943 року, повернення інституту до рідного міста.
У 1943—1950 завідувач кафедри прикладної механіки. У 1946 році він успішно захистив докторську дисертацію і отримав науковий ступінь доктора технічних наук і звання професора у 1948 році.
Від 1950 очолював кафедру гірничої електромеханіки у Київському політехнічному інституті.
У 1953 році професор Іванченко пройшов за конкурсом на завідування кафедрою гірничої електротехніки у Харківський гірничий інститут. Він виступив з ініціативою створення нової спеціальності — «Автоматизація виробничих процесів у гірничій промисловості». Відкриття цієї спеціальності спричинило появу абсолютно нових тоді дисциплін для вузу гірничого профілю: електроніка, радіотехніка, теорія автоматичного регулювання та інших.
7 липня 1958 року кафедра гірничої електротехніки була перепрофільована у кафедру гірничої автоматики і телемеханіки, завідувачем якої було призначено Євтихія Іванченка.
З 1966 по 1973 рік він працював на посаді завідувача кафедри автоматики і телемеханіки Харківського інституту радіоелектроніки, після чого до останніх днів свого життя залишався професором-консультантом.

## Наукова робота
Діяльність Євтихія Іванченка як керівника науково-дослідних робіт надала нового імпульсу напрямку роботи з питань автоматизації виробничих процесів. За перші три роки роботи у Харківському гірничому інституті (1954—1957) обсяг госпдоговірних тематик виріс до 3,5 мільйона карбованців. За його ініціативою Міністерство вугільної промисловості УРСР організувало кілька науково-дослідних лабораторій, що значно підвищило якість навчального процесу.
Євтихій Іванченко є засновником наукової школи автоматизації виробничих процесів у Харківському гірничому інституті. Продовжив і розвинув запропоновану М. М. Федоровим теорію гармонійного підйому, механічну теорію рудничних машин. Розробив і впровадив систему управління неврівноваженим підйомом. Ґрунтуючись на дослідженнях М. М. Федорова в галузі рудникової вентиляції, запропонував систему дистанційного управління пасивними регулюючими пристроями системи провітрювання шахт. Досліджував газодинамічні процеси в атмосфері цехів компресорних станцій. Проводив наукові дослідження з теорії механізмів і машин, розробки схем і засобів автоматизації, телемеханізації виробничих процесів, зв'язку на вугільних шахтах, міцності скипів підйому, шахтних піднімальних машин.

## Творчий доробок
Євтихій Іванченко є автором низки статей, книг та монографій:
- Іванченко Є. Я. Електричне спорядження металургійних заводів. — Харків, Дніпропетровськ: Держтехвидав України, 1931. — Ч. 1: Електричні повідні. — 1931. — 215 с.[9]
- Іванченко Є. Я. Теорія механізмів і машин. — Київ: Держтехвидав України, 1950. — 312 с.[10][11]
- Иванченко Е. Я. Общие вопросы машиностроения. — Днепропетровск, 1937. — 56 с.[12]
- Иванченко Е. Я. Физико-механические основы смазки. — Днепропетровск, 1941. — 50 с.[13]
- Иванченко Е. Я. К вопросу проверки действия тормозов шахтных подъемных машин // Днепропетровский горный институт. — Днепропетровск, 1940. — с. 160—164[14]

## Нагороди
- орден Трудового Червоного Прапора (за підготовку кадрів) (1948)
- орден Трудового Червоного Прапора (за вислугу років) (1949)
- медаль «За доблесну працю» (1949)
- медаль «До 30 років Перемоги у Великій Вітчизняній війні» (1975)
- знак «Шахтарська слава» II ступеня (1959)
- знак «Відмінник Міністерства вугільної промисловості» (1948)
- персональне звання гірського генерального директора III рангу (1953)

## Сім'я
Син — Іванченко Георгій Євтихієвич (1919) — доктор технічних наук, академік-секретар Академії електротехнічних наук Російської Федерації, директор інституту підвищення кваліфікації вугільної промисловості СРСР, професор Московського державного будівельного університету.